# Jakob Sølvhøj
Jakob Sølvhøj, né le 12 septembre 1954 à Elseneur (Danemark), est un homme politique danois, membre de la Liste de l'unité.

## Biographie
Jakob Sølvhøj commence une carrière d'assistant pédagogique en 1974. En 1977, il est employé par le Pædagogisk Medhjælper Forbund (en), le syndicat danois d'assistants pédagogiques, comme secrétaire, avant de devenir secrétaire syndical et membre du comité exécutif de l'organisation en 1981. En 2005, il est employé par le syndicat de représentation d'agents publics FOA - Fag og Arbejde (en), après que ce dernier ait fusionné avec le PMF.
Engagé au sein de la Liste de l'unité, il est candidat pour le parti aux élections législatives de 1994 et de élections législatives de 2001, sans toutefois décrocher de siège.
Il est élu député au Folketing lors des élections législatives de juin 2015. Après le scrutin, il devient vice-président de son groupe parlementaire, dont il est également le porte-parole pour l'enfance, l'éducation et le handicap. En mars 2016, il succède à Stine Brix comme président de groupe.
Il est réélu pour un second mandat lors des élections législatives de juin 2019. Il conserve alors son rôle de président de groupe, et de porte-parole pour l'enfance, l'éducation et le handicap. En août 2020, il cède sa place de président de groupe de la Liste de l'unité à Peder Hvelplund. En août 2021, il prend le rôle de porte-parole de son groupe pour les personnes âgées, qu'il cumule avec celui qu'il occupait déjà.
Il n'est pas candidat à un troisième mandat lors des élections législatives de novembre 2022.